# Paul Gerken
Paul Gerken (New York, 15 marzo 1950) è un ex tennista statunitense.

## Carriera
Ha raggiunto due finali in carriera, nel febbraio 1973 viene sconfitto nell'incontro decisivo a Salt Lake City da Jimmy Connors mentre la settimana successiva è Ilie Năstase ad eliminarlo nella finale a Calgary.
Raggiunge altre quattro finali nel doppio maschile dove ne esce sempre sconfitto.
Il suo risultato migliore è stato il quarto turno raggiunto durante l'Open di Francia 1973 eliminando sulla sua strada Guillermo Vilas prima di cedere, in cinque set, a Roger Taylor.

## Statistiche

### Singolare

#### Finali perse (2)
| Numero | Data             | Torneo                              | Superficie  | Avversario in finale | Punteggio |
| 1.     | 13 febbraio 1973 | Salt Lake City Open, Salt Lake City | Cemento (i) | Jimmy Connors        | 6-1, 6-2  |
| 2.     | 24 febbraio 1973 | Calgary Indoor, Calgary             | Cemento (i) | Ilie Năstase         | 6-4, 7-6  |

### Doppio

#### Finali perse (4)
| Numero | Data | Torneo                           | Superficie  | Compagno        | Avversari in finale          | Punteggio       |
| 1.     | 1972 | Cincinnati Open, Cincinnati      | Terra rossa | Humphrey Hose   | Bob Hewitt Frew McMillan     | 6–7, 4–6        |
| 2.     | 1973 | Baltimore, Stati Uniti d'America | Cemento     | Sandy Mayer     | Jimmy Connors Clark Graebner | 6–3, 2–6, 3–6   |
| 3.     | 1973 | Hong Kong Open, Hong Kong        | Cemento     | Brian Gottfried | Colin Dibley Rod Laver       | 3–6, 7–5, 15–17 |
| 4.     | 1975 | Dayton Open, Dayton              | Sintetico   | Brian Gottfried | Ray Ruffels Allan Stone      | 6–7, 5–7        |